# Der Araber (Film)
Der Araber ist ein US-amerikanischer Abenteuer-Stummfilm aus dem Jahre 1924 von Rex Ingram mit Ramón Novarro in der Haupt- und Titelrolle. Der Film hatte das gleichnamige Theaterstück (1911) von Edgar Selwyn zur Vorlage.

## Handlung
Der Nahe Osten, zu Beginn des 20. Jahrhunderts. In einem Konfliktgebiet des Osmanischen Reiches auf der Arabischen Halbinsel lebt der Beduine Jamil Abdullah Azam als Sohn eines Scheichs ein einigermaßen privilegiertes Leben. Nachdem er sich mit seinem Vater überworfen hat, verlässt er das gewohnte Stammesgebiet und dient sich ausländischen Besuchern als Reiseführer und Dolmetscher an. Eines Tages lernt er die Amerikanerin Mary Hilbert kennen, die Tochter des Missionars Dr. Hilbert, der vor Ort ein Waisenhaus betreibt. Jamil und Mary finden Gefallen aneinander, und er konvertiert (wie er es bereits mehrfach zuvor aus reinem Geschäftsinteresses getan hatte) ihr zuliebe zum Christentum.
Als das nahe gelegene Dorf (im heutigen Syrien) im Auftrag des türkischen Gouverneurs angegriffen wird, plant der lokale Herrscher dieser Gegend, die Waisenkinder den Türken auszuliefern, damit diese an den „Ungläubigen“ ein Massaker verüben können. So hofft der Lokalfürst, die Invasoren besänftigen zu können. Jamil greift ein und erweist sich als edler Retter, in dem er die Kinder aus dem Gefahrengebiet in Sicherheit geleitet. Dann schlägt er mit seinen Beduinenhelfern die angreifenden Türken zurück. Die Mission mit dem Waisenhaus muss aus Sicherheitsgründen geschlossen werden, und Dr. Hilbert samt Tochter Mary entschließen sich zur Rückkehr in die Vereinigten Staaten. Da die Liebe zwischen Mary und dem neuen Stammesführer Jamil derart gewachsen ist, verspricht Mary ihrem arabischen Liebhaber, eines Tages zu ihm zurückzukehren.

## Produktionsnotizen
Der Araber entstand Anfang 1924 in Nordafrika (u. a. in und bei Tunis), zusätzliche Aufnahmen wurden in Paris angefertigt. Der Film wurde am 21. Juli 1924 uraufgeführt. Die deutsche und die österreichische Premiere war 1925.

## Wissenswertes
Derselbe Stoff wurde erstmals 1915 gedreht und letztmals 1933, diesmal als Liebeslied der Wüste (The Barbarian), neuverfilmt. Auch in der Tonfilmfassung übernahm Novarro die Hauptrolle des Jamil.

## Kritiken
In der New York Times war unter der Überschrift „Der Wüsten-Humbug“ zu lesen: „Miss Terry ist sympathisch als die die Tochter des Missionars und Gerald Robertshaw ist fähig als ihr Vater. Mr. Novarro charakterisiert seinen Part des lügnerischen und dennoch liebenden Jamil gewissenhaft und effizient. Paul Vermoyal liefert eine hervorragende Leistung als Iphraim, eine Art mohammedanischer Uriah Heap, und Justa Uribe gibt eine effektive Myrza.“
Halliwell‘s Film Guide meinte angesichts der drei Filmversionen dieses Stoffs (1915, 1924, 1933): „Jede dieser Versionen würde heute ziemlich hysterisch erscheinen“.